# 虢縣
虢县，中国古县名。
西魏大统十三年（547年）置洛邑县，治所在今陕西省宝鸡市陈仓区虢镇街道。隋朝大业三年（607年）改洛邑县为虢县。唐朝贞观八年（634年）省入岐山县。武周天授二年（691年）复置。属岐州、凤翔府。元朝时废。